# Barry Greenstein
Barry Greenstein (ur. 30 grudnia 1954 w Chicago w stanie Illinois) jest profesjonalnym pokerzystą, znanym pod pseudonimem The Robin Hood of Poker (Robin Hood pokera).
Kontakt z pokerem miał od najmłodszych lat, ponieważ jego ojciec Jack był pokerzystą w armii. Ukończył informatykę na uniwersytecie w Illinois, studiował również matematykę, jednak opuścił studia przed zdobyciem dyplomu. Pracował dla firmy Symantec do czasu, kiedy w 1991 roku zrezygnował, by w pełni zająć się pokerem. Greenstein ma dwójkę dzieci i czworo pasierbów, mieszka w Rancho Palos Verdes w stanie Kalifornia. Jego pasierb Joe Sebok również jest pokerzystą.
Greenstein wygrał w pokera ponad 8 mln dolarów, jest właścicielem trzech bransolet World Series of Poker.
W 2005 roku napisał książkę pt. Ace on the River (As na riverze).